# Krasnaja Słoboda (obwód kurski)
Krasnaja Słoboda (ros. Красная Слобода) – wieś (ros. село, trb. sieło) w zachodniej Rosji, w sielsowiecie płatawskim rejonu konyszowskiego w obwodzie kurskim.

## Geografia
Miejscowość położona jest nad Sużawicą (lewy dopływ Swapy), 4 km od centrum administracyjnego sielsowietu (Kaszara), 9,5 km na zachód od centrum administracyjnego rejonu (Konyszowka), 72 km na północny zachód od Kurska.
We wsi znajduje się 80 posesji.
Klimat
Miejscowość, jak i cały rejon, znajduje się w strefie klimatu kontynentalnego z łagodnym ciepłym latem i równomiernie rozłożonymi opadami rocznymi (Dfb w klasyfikacji klimatów Köppena).

## Demografia
W 2010 r. wieś zamieszkiwały 74 osoby.